# مشفهة عديمة الحواف
مشفهة عديمة الحواف (الاسم العلمي:Chiloglanis emarginatus) (بالإنجليزية: Phongolo suckermouth)‏ هي نوع من الأسماك تتبع جنس المشفهة من فصيلة الموشوكيات.